# Rzuski Las
Rzuski Las (kaszb. Rzësczi Las, niem. Sophienthal) – kolonia kaszubska w Polsce położona w województwie pomorskim, w powiecie słupskim, w gminie Główczyce. Wieś wchodzi w skład sołectwa Rzuszcze. W kierunku północnym od miejscowości znajduje się rezerwat Bagna Izbickie.
W latach 1975–1998 miejscowość administracyjnie należała do województwa słupskiego.

## Nazwa
Polska forma nazwa opiera się na odnotowanej przez Friedricha Lorentza kaszubskiej (kabackiej) nazwie topograficznej-relacyjnej Řësḱï las. Nazwa ta jest zestawieniem dwóch członów: przymiotnika řësḱï „rzuski, związany z miejscowością Rzuszcze” i nazwy pospolitej las. Niemiecka nazwa Sophienthal jest niezwiązana z nazwą słowiańską; ma charakter pamiątkowy i jest złożeniem dwóch członów: nazwy osobowej Sophie „Zofia” i nazwy pospolitej Thal „dolina”.
Rada Języka Kaszubskiego proponuje kaszubską formę nazwy Rzësczi Las.